# شیرین‌سازی گاز
پالایش گاز آمین، که به‌عنوان شستشو آمین، شیرین‌کردن گاز و حذف گاز اسیدی نیز شناخته می‌شود، به گروهی از فرآیندها گفته می‌شود که از محلول‌های آبی مختلف آلکیل‌آمین‌ها (که معمولاً به آن‌ها آمین گفته می‌شود) برای حذف هیدروژن سولفید (H2S) و دی‌اکسید کربن (CO2) از گازها استفاده می‌شود. این یک فرآیند واحد رایج است که در پالایشگاه‌ها استفاده می‌شود و همچنین در کارخانه‌های پتروشیمی، کارخانه‌های فرآوری گاز طبیعی و سایر صنایع استفاده می‌شود. 
فرآیندهای موجود در پالایشگاه‌های نفت یا کارخانه‌های فرآوری شیمیایی که سولفید هیدروژن را حذف می‌کنند، فرآیندهای «شیرین‌کننده» نامیده می‌شوند، زیرا بوی محصولات فرآوری‌شده با نبود سولفید هیدروژن بهبود می‌یابد. یک جایگزین برای استفاده از آمین‌ها شامل فناوری غشایی است. با این حال، جداسازی غشایی به دلیل سرمایه و هزینه‌های عملیاتی نسبتاً بالا و همچنین سایر عوامل فنی جذابیت کمتری دارد.
بسیاری از آمین‌های مختلف در پالایش گاز استفاده ‌می‌شود: 
- دی اتانول آمین (DEA)
- مونو اتانول آمین (MEA)
- متیل دی اتانول آمین (MDEA)
- دی ایزوپروپانولامین (DIPA)
- آمینواتوکسی اتانول (دی گلیکولامین) (DGA)

متداول‌ترین آمین‌های مورد استفاده در کارخانه‌های صنعتی آلکانول آمین‌های DEA ،MEA و MDEA هستند. همچنین از این آمین‌ها در بسیاری از پالایشگاه‌های نفت برای حذف گاز ترش از هیدروکربن‌های مایع مانند ال‌پی‌جی (LPG) استفاده ‌می‌شود.

## شرح یک پالایش با آمین تیپیکال
گازهای حاوی H2S یا هر دو H2S و CO2 معمولاً به عنوان گازهای ترش یا گازهای اسیدی در صنایع فرآوری هیدروکربن‌ها نامیده ‌می‌شوند.
شیمی درگیر در پالایش آمین چنین گازهایی با آمین خاصی که استفاده ‌می‌شود تا حدودی متفاوت است. برای یکی از متداول‌ترین آمین‌ها، مونو اتانول آمین (MEA) که به عنوان {\displaystyle {\ce {RNH2}}} نشان داده می‌شود، واکنش اسید-باز شامل پروتونه شدن جفت الکترون آمین برای تشکیل یک گروه آمونیوم با بار مثبت {\displaystyle {\ce {(RNH3+)}}} را ‌می‌توان به صورت زیر بیان کرد:
{\displaystyle {\ce {RNH2 + H2S <=> RNH3 + HS-}}}
{\displaystyle {\ce {RNH2 + H2CO3 <=> RNH3+ + HCO3-}}}
گونه‌های جدا شده و یونیزه شده حاصل که در محلول قابل حل هستند توسط محلول آمین به دام افتاده یا پاک ‌می‌شوند و به راحتی از فاز گاز خارج ‌می‌شوند. در خروجی اسکرابر آمین، گاز شیرین شده در H2S و CO2 تخلیه ‌می‌شود.
یک فرآیند معمولی پالایش گاز آمین (فرایند Girbotol، همانطور که در نمودار جریان زیر نشان داده شده است) شامل یک واحد جاذب و یک واحد احیا کننده و همچنین تجهیزات جانبی است. در جاذب، محلول آمین سرازیر H2S و CO2 را از گاز ترش در حال جریان جذب ‌می‌کند تا یک جریان گاز شیرین (یعنی گازی عاری از سولفید هیدروژن و دی اکسید کربن) به عنوان یک محصول و یک محلول آمین غنی از گازهای اسیدی جذب شده تولید کند. آمین "غنی" حاصل سپس به احیاگر هدایت ‌می‌شود (یک دستگاه استریپر با یک جوش آور) برای تولید آمین احیا شده یا "lean" که برای استفاده مجدد در جاذب بازیافت ‌می‌شود. گاز سربار حذف شده از احیاگر H2S و CO2 متمرکز است.

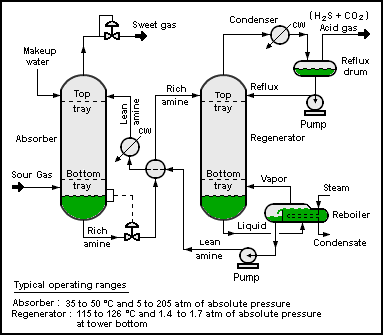
نمودار جریان فرآیند یک فرآیند پالایش آمین معمولی مورد استفاده در پالایشگاه‌های نفت، کارخانه‌های فرآوری گاز طبیعی و سایر تاسیسات صنعتی

### فرآیندهای جایگزین:
تنظیمات استریپر جایگزین شامل ماتریس، تبادل داخلی، تغذیه چشمک زن و چند فشار با تغذیه تقسیم ‌می‌شود. بسیاری از این پیکربندی‌ها بازده انرژی بیشتری را برای حلال‌ها یا شرایط عملیاتی خاص ارائه می‌دهند. عملیات خلاء به حلال هایی با گرمای جذب کم کمک ‌می‌کند در حالی که عملکرد در فشار معمولی به نفع حلال هایی با گرمای جذب بالا است. حلال هایی با گرمای جذب بالا به انرژی کمتری برای جداسازی از نوسان دما در ظرفیت ثابت نیاز دارند. ماتریس  stripper  40 درصد co2 را درفشار بالاتر بازیابی ‌می‌کند و ناکارآمدی مرتبط با stripper چند فشاری ندارد. انرژی و هزینه‌ها کاهش می‌یابد زیرا چرخه کار دیگ بخار کمی کمتر از فشار استریپر معمولی است. یک استریپر تبادل داخلی دارای نسبت کمتری بخار آب به CO2 در جریان سربار است و بنابراین بخار کمتری مورد نیاز است. پیکربندی چند فشاری با تغذیه تقسیم شده، جریان را به بخش پایین کاهش ‌می‌دهد، که همچنین کار معادل را کاهش ‌می‌دهد. خوراک چشمک زن به ورودی گرمای کمتری نیاز دارد، زیرا از گرمای نهان بخار آب برای کمک به برداشتن مقداری از CO2 موجود در جریان غنی که وارد استریپر در پایین ستون ‌می‌شود، استفاده ‌می‌کند. پیکربندی چند فشاری برای حلال‌هایی با گرمای جذب بالاتر جذاب‌تر است.

## آمین ها
غلظت آمین در محلول آبی جاذب یک پارامتر مهم در طراحی و عملکرد فرآیند پالایش گاز آمین است. بسته به اینکه واحد برای استفاده از کدام یک از چهار آمین زیر طراحی شده است و برای حذف چه گازهایی طراحی شده است، اینها برخی از غلظت‌های آمین معمولی هستند که به صورت درصد وزنی آمین خالص در محلول آبی بیان می‌شوند:
- مونو اتانول آمین: حدود 20 درصد برای حذف H2S و CO2 و حدود 32 درصد برای حذف تنها CO2.
- دی اتانول آمین: حدود 20 تا 25 درصد برای حذف H2S و CO2
- متیل دی اتانول آمین: حدود 30 تا 55 درصد برای حذف H2S و CO2
- دی گلیکولامین: حدود 50 درصد برای حذف H2S و CO2

انتخاب غلظت آمین در محلول آبی در گردش به عوامل متعددی بستگی دارد و ممکن است کاملاً دلخواه باشد. معمولاً به سادگی بر اساس تجربه ساخته ‌می‌شود. عوامل دخیل شامل این است که آیا واحد آمین گاز طبیعی خام یا گازهای فرعی پالایشگاه نفت را پالایش ‌می‌کند که حاوی غلظت‌های نسبتاً پایینی از هر دو H2S و CO2 هستند یا اینکه واحد در حال پالایش گازهایی با درصد بالایی از CO2 مانند گازهای خروجی از بخار است. فرآیند اصلاح مورد استفاده در تولید آمونیاک یا گازهای دودکش از نیروگاه‌ها.
هر دو H2S و CO2 گازهای اسیدی هستند و از این رو برای فولاد کربنی خورنده هستند. با این حال، در واحد پالایش آمین، CO2 اسید قوی تر از این دو است. H2S لایه ای از سولفید آهن را روی سطح فولاد تشکیل ‌می‌دهد که برای محافظت از فولاد عمل ‌می‌کند. هنگام پالایش گازهای با درصد بالای CO2، اغلب از بازدارنده‌های خوردگی استفاده ‌می‌شود و این امکان استفاده از غلظت‌های بالاتر آمین را در محلول در گردش فراهم ‌می‌کند.
یکی دیگر از عوامل دخیل در انتخاب غلظت آمین، حلالیت نسبی H2S و CO2 در آمین انتخاب شده است. انتخاب نوع آمین بر میزان گردش مورد نیاز محلول آمین، مصرف انرژی برای بازسازی و توانایی حذف انتخابی H2S به تنهایی یا CO2 به تنهایی در صورت تمایل تأثیر ‌می‌گذارد. برای اطلاعات بیشتر در مورد انتخاب غلظت آمین، خواننده به کتاب کهل و نیلسن مراجعه ‌می‌کند.

## کاربرد ها
در پالایشگاه‌های نفت، این گاز حذف‌شده بیشتر از نوع H2S است، که بیشتر آن اغلب از فرآیند حذف گوگرد به نام هیدروسولفوریزاسیون ناشی می‌شود. این جریان گازی غنی از H2S معمولاً به فرآیند Claus هدایت ‌می‌شود تا آن را به گوگرد عنصری تبدیل کند. در واقع، اکثریت قریب به اتفاق 64،000،000 متریک تن گوگرد تولید شده در سراسر جهان در سال 2005، گوگرد فرعی از پالایشگاه‌ها و سایر کارخانه‌های فرآوری هیدروکربن بود. یکی دیگر از فرآیندهای حذف گوگرد، فرآیند WSA است که گوگرد را به هر شکلی به عنوان اسید سولفوریک غلیظ بازیابی ‌می‌کند. در برخی از گیاهان، بیش از یک واحد جاذب آمین ممکن است یک واحد احیا کننده مشترک داشته باشند. تاکید کنونی بر حذف CO2 از گازهای دودکش منتشر شده از نیروگاه‌های سوخت فسیلی باعث علاقه زیادی به استفاده از آمین‌ها برای حذف CO2 شده است. در مورد خاص سنتز صنعتی آمونیاک، برای فرآیند اصلاح بخار هیدروکربن‌ها برای تولید هیدروژن گازی، پالایش آمین یکی از فرآیندهای رایج برای حذف دی اکسید کربن اضافی در پالایش نهایی هیدروژن گازی است. در تولید بیوگاز گاهی اوقات لازم است دی اکسید کربن از بیوگاز حذف شود تا آن را با گاز طبیعی مقایسه کند. حذف مقدار گاهاً زیاد سولفید هیدروژن برای جلوگیری از خوردگی قطعات فلزی پس از سوزاندن گاز زیستی ضروری است.

### به دام انداختن و ذخیره کربن:
آمین‌ها برای حذف CO2 در مناطق مختلف اعم از تولید گاز طبیعی گرفته تا صنایع غذایی و آشامیدنی استفاده ‌می‌شوند و بیش از شصت سال است که وجود دارد.
طبقه‌بندی‌های متعددی از آمین‌ها وجود دارد که هر کدام دارای ویژگی‌های متفاوتی هستند که مربوط به جذب CO2 است. به عنوان مثال، مونو اتانول آمین (MEA) به شدت با گازهای اسیدی مانند CO2 واکنش ‌می‌دهد و زمان واکنش سریع و توانایی حذف درصد بالایی از CO2، حتی در غلظت‌های پایین CO2 را دارد. به طور معمول، مونو اتانول آمین (MEA) ‌می‌تواند 85٪ تا 90٪ از CO2 را از گاز دودکش یک کارخانه زغال سنگ جذب کند، که یکی از موثرترین حلال‌ها برای جذب CO2 است.
چالش‌های جذب کربن با استفاده از آمین عبارتند از:
- گاز کم فشار، دشواری انتقال CO2 از گاز به آمین را افزایش ‌می‌دهد
- محتوای اکسیژن گاز ‌می‌تواند باعث تخریب آمین و تشکیل اسید شود
- تجزیه CO2 آمین‌های اولیه (و ثانویه)
- مصرف انرژی بالا
- امکانات بسیار بزرگ
- یافتن یک مکان مناسب (بازیابی افزایش یافته نفت، سفره‌های آب نمک عمیق، سنگ‌های بازالتی...) برای دفع CO2 حذف شده[۱۱]

فشار جزئی نیروی محرکه برای انتقال CO2 به فاز مایع است. تحت فشار کم، این انتقال بدون افزایش وظیفه حرارتی دیگ بخار به سختی انجام ‌می‌شود، که منجر به هزینه بالاتر ‌می‌شود.
آمین‌های اولیه و ثانویه، به عنوان مثال، MEA و DEA، با CO2 واکنش داده و محصولات تجزیه را تشکیل ‌می‌دهند. O2 از گاز ورودی نیز باعث تخریب ‌می‌شود. آمین تجزیه شده دیگر قادر به جذب CO2 نیست، که کارایی جذب کربن را کاهش ‌می‌دهد.
در حال حاضر، انواع مخلوط‌‌های آمین در حال سنتز و آزمایش برای دستیابی به مجموعه مطلوب‌تری از خواص کلی برای استفاده در سامانه‌های جذب CO2 هستند. یکی از تمرکز اصلی بر کاهش انرژی مورد نیاز برای بازسازی حلال است که تأثیر عمده ای بر هزینه‌های فرآیند دارد. با این حال، معاوضه هایی وجود دارد که باید در نظر گرفته شود. به عنوان مثال، انرژی مورد نیاز برای بازسازی به طور معمول با نیروهای محرکه برای دستیابی به ظرفیت‌های جذب بالا مرتبط است. بنابراین، کاهش انرژی بازسازی ‌می‌تواند نیروی محرکه را کاهش دهد و در نتیجه مقدار حلال و اندازه جاذب مورد نیاز برای جذب مقدار معینی از CO2 را افزایش دهد، در نتیجه هزینه سرمایه را افزایش ‌می‌دهد.